# Barijhati
Barijhati é uma vila no distrito de Hugli, no estado indiano de Bengala Ocidental.

## Demografia
Segundo o censo de 2001, Barijhati tinha uma população de 6400 habitantes. Os indivíduos do sexo masculino constituem 51% da população e os do sexo feminino 49%. Barijhati tem uma taxa de literacia de 80%, superior à média nacional de 59,5%; com 54% para o sexo masculino e 46% para o sexo feminino. 9% da população está abaixo dos 6 anos de idade.